# Сандс-Пойнт (Нью-Йорк)
Сандс-Пойнт (англ. Sands Point) — селище (англ. village) в США, в окрузі Нассау штату Нью-Йорк. Населення — 2712 особи (2020).

## Географія
Сандс-Пойнт розташований за координатами 40°51′12″ пн. ш. 73°42′13″ зх. д. / 40.85333° пн. ш. 73.70361° зх. д. (40.853379, -73.703542).  За даними Бюро перепису населення США в 2010 році селище мало площу 14,53 км², з яких 10,96 км² — суходіл та 3,57 км² — водойми.

## Демографія
Згідно з переписом 2010 року, у селищі мешкало 2675 осіб у 872 домогосподарствах у складі 762 родин. Густота населення становила 184 особи/км².  Було 934 помешкання (64/км²).
Расовий склад населення:
| - 88,6 % — білих - 8,2 % — азіатів - 0,8 % — чорних або афроамериканців - 1,0 % — осіб інших рас |

До двох чи більше рас належало 1,3 %. Частка іспаномовних становила 4,7 % від усіх жителів.
За віковим діапазоном населення розподілялося таким чином: 26,4 % — особи молодші 18 років, 54,9 % — особи у віці 18—64 років, 18,7 % — особи у віці 65 років та старші. Медіана віку мешканця становила 46,5 року. На 100 осіб жіночої статі у селищі припадало 95,7 чоловіків;  на 100 жінок у віці від 18 років та старших — 95,4 чоловіків також старших 18 років.
Середній дохід на одне домашнє господарство  становив 335 953 долари США (медіана — 185 119), а середній дохід на одну сім'ю — 368 586 доларів (медіана — 220 682). За межею бідності перебувало 0,9 % осіб, у тому числі 0,8 % дітей у віці до 18 років та 1,5 % осіб у віці 65 років та старших.
Цивільне працевлаштоване населення становило 1274 особи. Основні галузі зайнятості: фінанси, страхування та нерухомість — 22,8 %, освіта, охорона здоров'я та соціальна допомога — 17,1 %, науковці, спеціалісти, менеджери — 14,7 %.